# Iaroslavka, Șpola
Iaroslavka (în ucraineană Ярославка) este localitatea de reședință a comunei Iaroslavka din raionul Șpola, regiunea Cerkasî, Ucraina.

## Demografie
Componența lingvistică a localității Iaroslavka
     Ucraineană (97,85%)
     Rusă (1,29%)
     Alte limbi (0,86%)
Conform recensământului din 2001, majoritatea populației localității Iaroslavka era vorbitoare de ucraineană (97,85%), existând în minoritate și vorbitori de rusă (1,29%).